# Diga di Shingo
La diga di Shingo (新郷ダム?, Shingo damu) è una diga nella prefettura di Fukushima, in Giappone, completata nel 1939.